# ورزشگاه شکری سراج‌اوغلو
ورزشگاه شکری سراج‌اوغلو (به ترکی استانبولی: Şükrü Saracoğlu Stadyumu) یک ورزشگاه فوتبال در شهر استانبول کشور ترکیه است. که بازی‌های خانگی تیم فوتبال فنرباغچه در این ورزشگاه برگزار می‌شود.

## نگارخانه

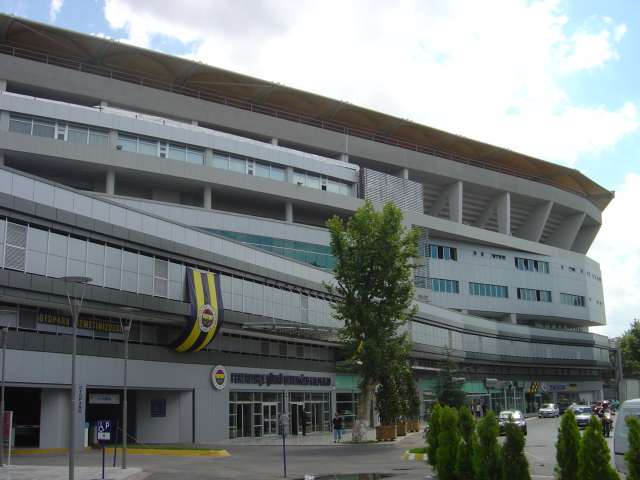
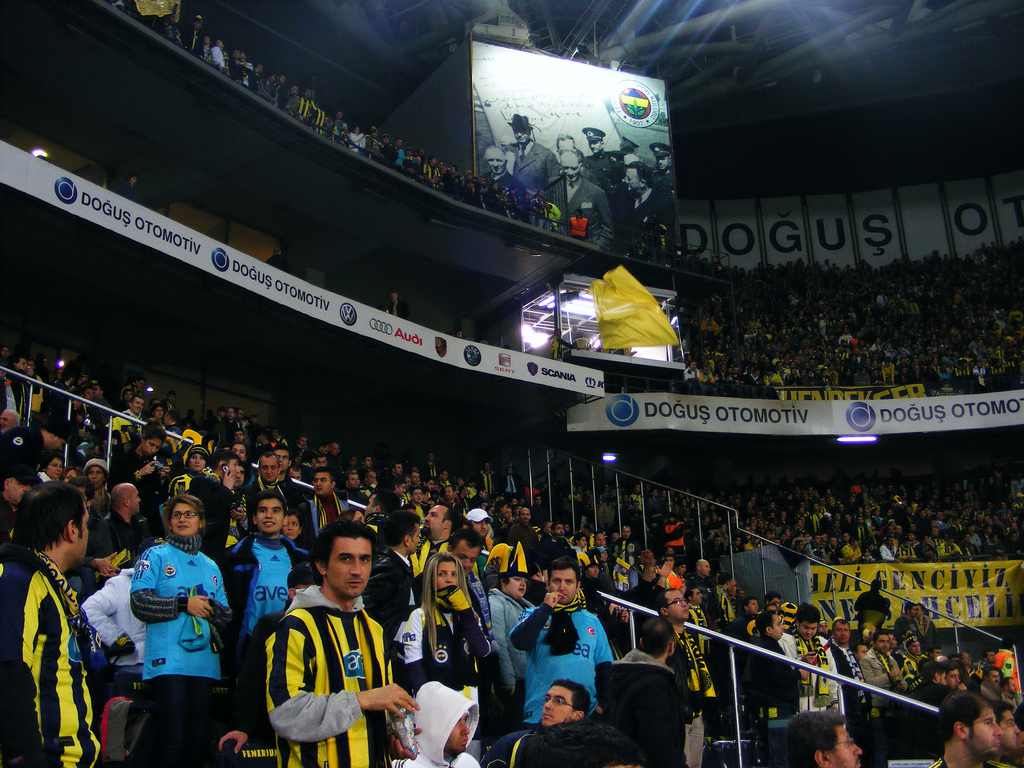
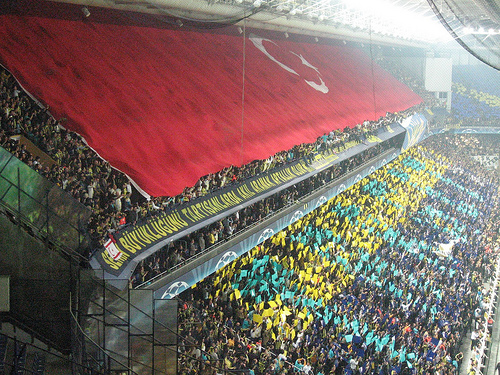
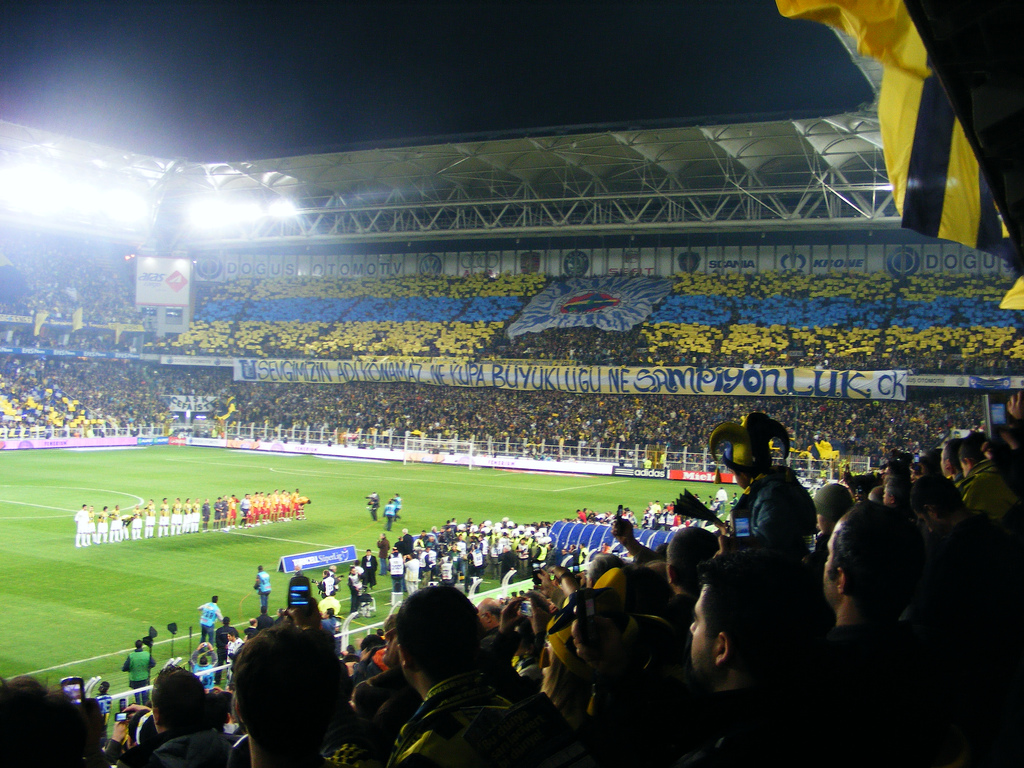
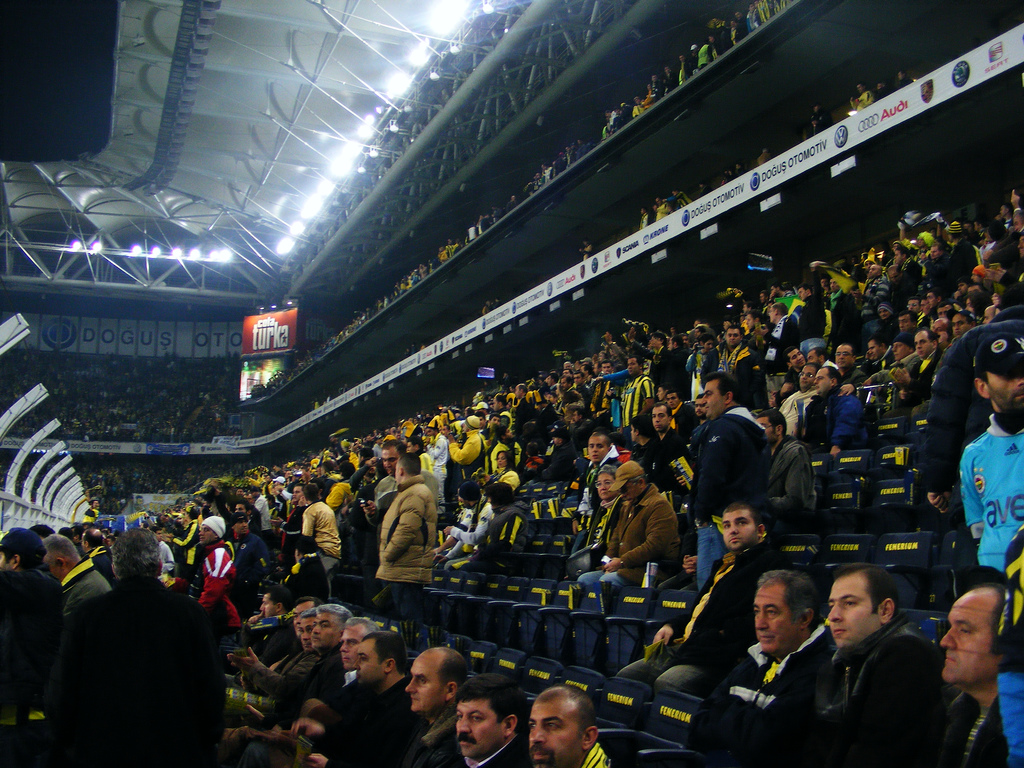
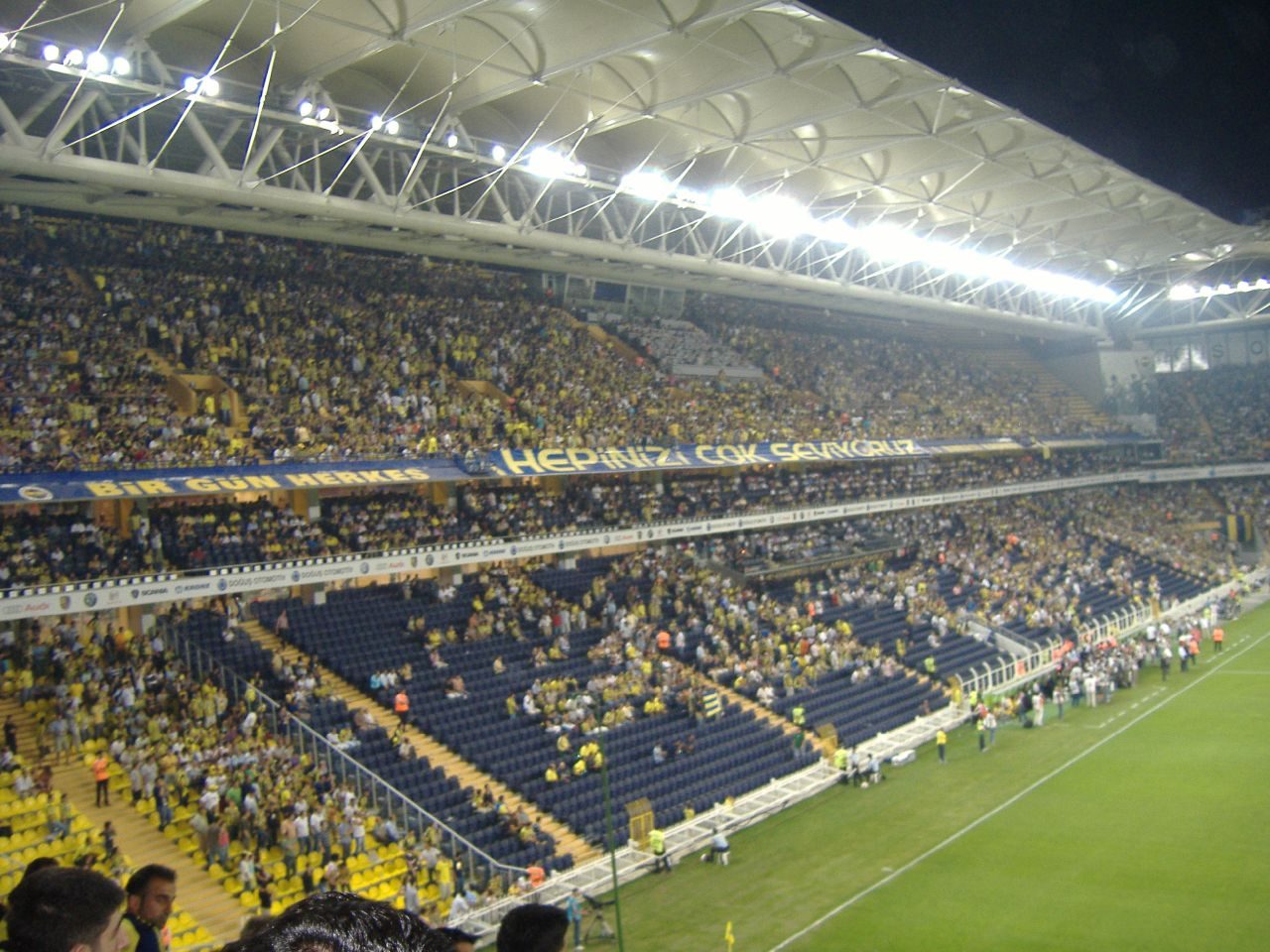
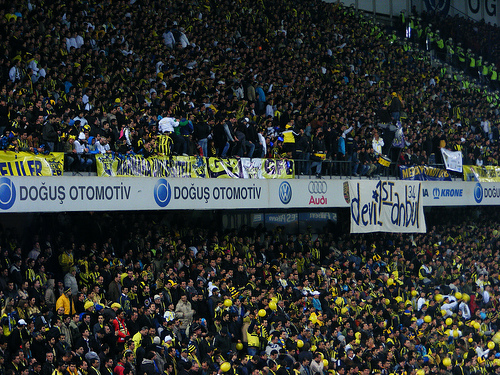
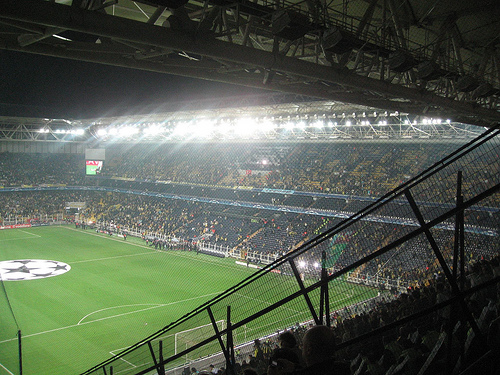
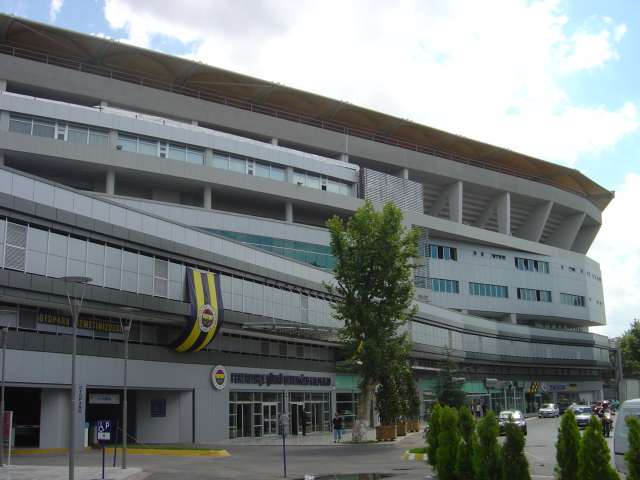
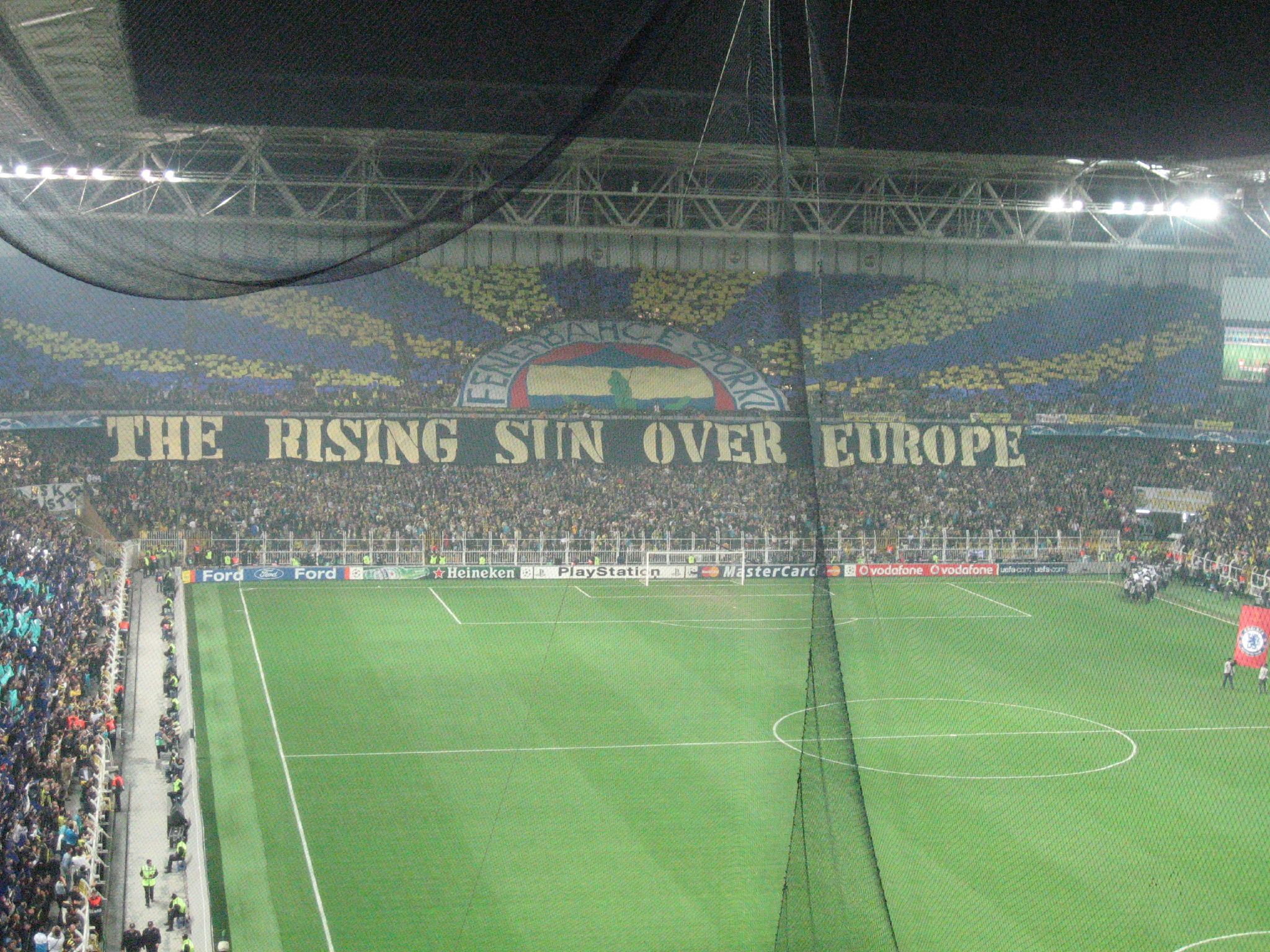
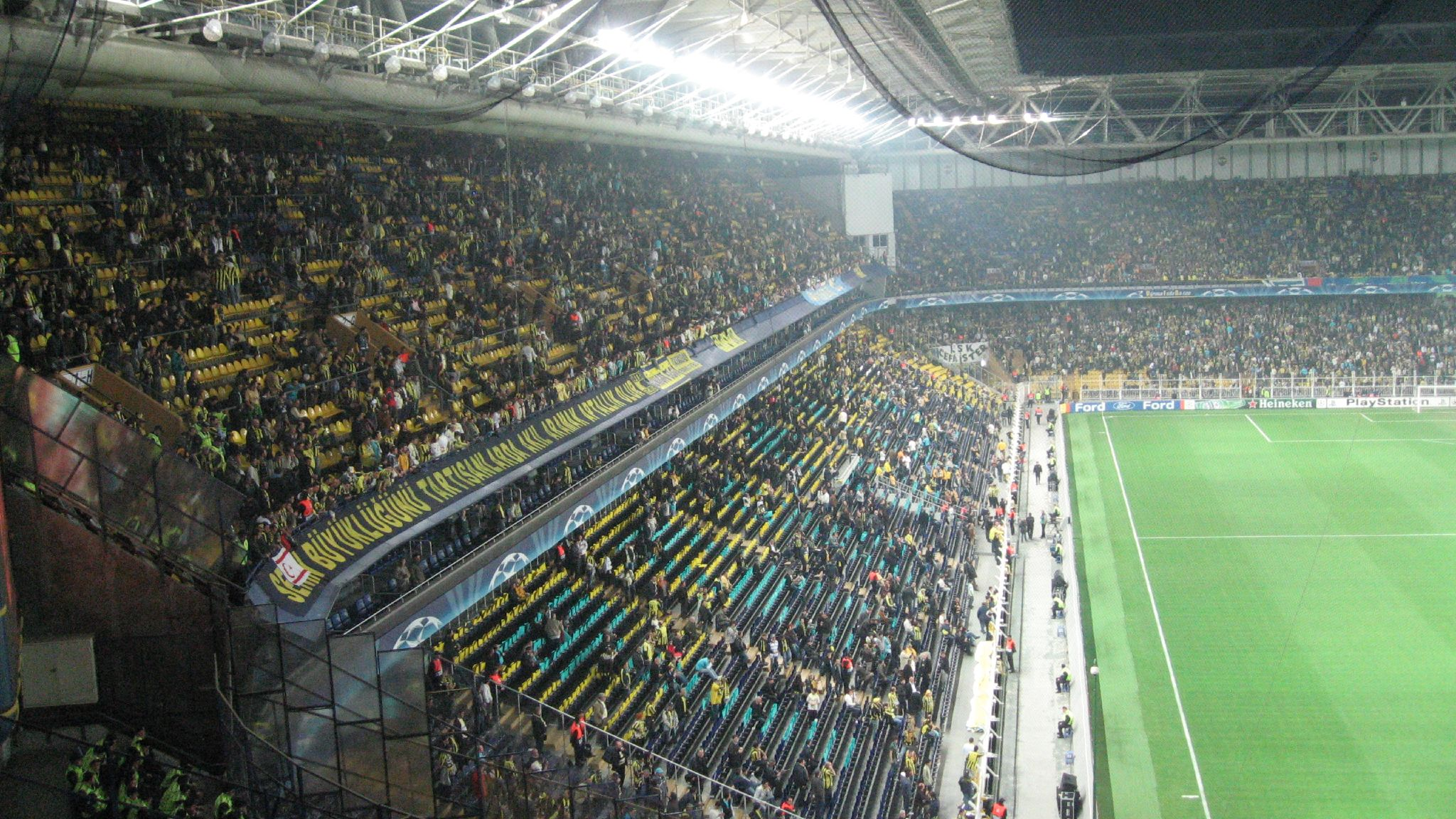
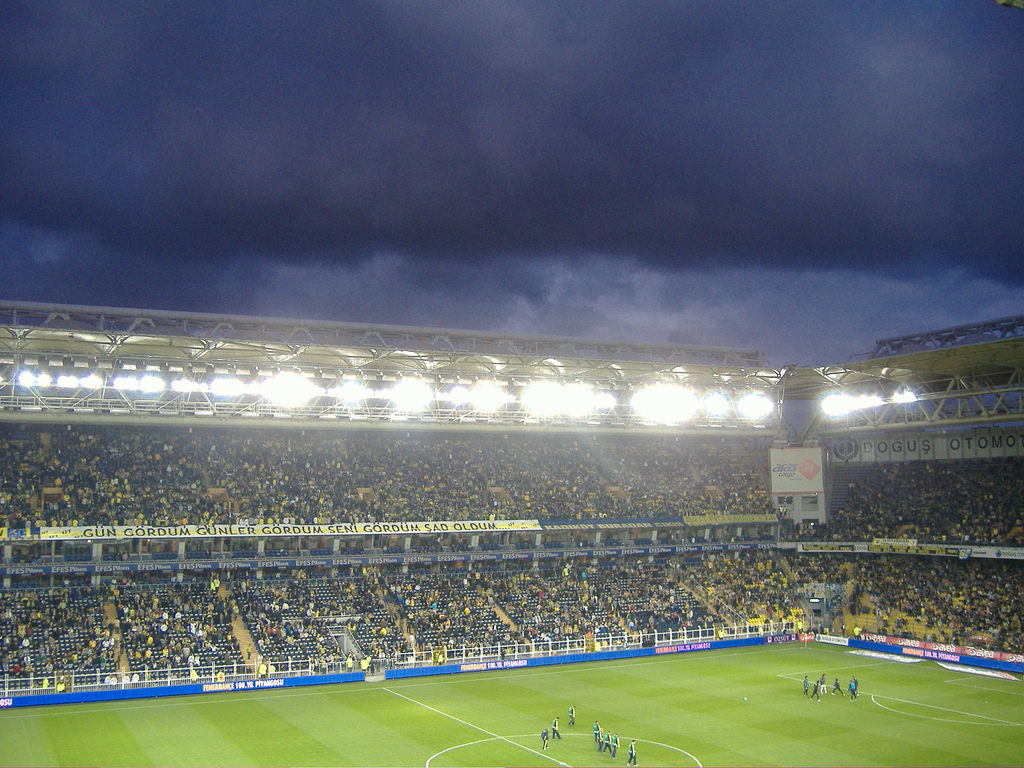